# أمين لعلو
أمين لعلو عداء ألعاب قوى مغربي، ولد يوم 13 ماي 1982، تخصص في سباق 800 متر، حصل على ميداليتين ذهبيتين في الألعاب الفرانكوفونية 2009 ببيروت، في كل من 800 متر و1500 متر، والميدالية الذهبية لألعاب البحر الأبيض المتوسط 2009.

## إنجازاته
| السنة      | المنافسة                        | المكان              | المرتبة    | الفعالية   |            |
| مثل المغرب | مثل المغرب                      | مثل المغرب          | مثل المغرب | مثل المغرب | مثل المغرب |
| ---------- | ------------------------------- | ------------------- | ---------- | ---------- | ---------- |
| 2004       | بطولة العالم داخل الصالات 2004  | بودابيست، المجر     | الرابع     | 800 متر    |            |
| 2004       | نهائي ألعاب القوى العالمي 2004  | مونتي كارلو، موناكو | السابع     | 800 متر    |            |
| 2005       | ألعاب البحر الأبيض المتوسط      | المرية، إسبانيا     | الثالث     | 800 متر    |            |
| 2006       | نهائي ألعاب القوى العالمي 2006  | شتوتغارت، ألمانيا   | السابع     | 800 متر    |            |
| 2009       | الألعاب الفرانكوفونية 2009      | بيروت، لبنان        | الأول      | 800 متر    |            |
| 2009       | الألعاب الفرانكوفونية 2009      | بيروت، لبنان        | الأول      | 1500 متر   |            |
| 2009       | ألعاب البحر الأبيض المتوسط      | بيسكارا، إيطاليا    | الأول      | 800 متر    |            |
| 2010       | بطولة أفريقيا لألعاب القوى 2010 | نيروبي، كينيا       | الثاني     | 1500 متر   |            |

### أرقام شخصية
- 400 متر - 47.57 ثانية (2005)
- 800 متر - 1:43.25 دقيقة (2006)
- 1500 متر - 3:29.53 دقيقة (2010)

## وصلات خارجية
- أمين لعلو على موقع الاتحاد الدولي لألعاب القوى (الإنجليزية)
- أمين لعلو على موقع الدوري الماسي (الإنجليزية)
- أمين لعلو على موقع أوليمبيديا (الإنجليزية)